# Miss mokrego podkoszulka
Miss mokrego podkoszulka z cyklu Święta polskie – polski film fabularny z 2002 roku w reżyserii Witolda Adamka na podstawie scenariusza Macieja Karpińskiego.

## Obsada
- Piotr Fronczewski – Władysław
- Magdalena Mazur – Ella
- Marta Lipińska – pani Wiktoria, sąsiadka Władysława
- Jerzy Trela – członek rady parafialnej
- Dominika Ostałowska – Magda, córka Władysława
- Lech Mackiewicz – Adam, mąż Magdy
- Piotr Gąsowski – szef Władysława
- Jan Machulski – pan Jerzy, znajomy Władysława
- Piotr Chodzeń – dealer samochodowy
- Piotr „Liroy” Marzec – aresztant
- Lech Dyblik – aresztant

## Informacje dodatkowe
- Okres zdjęciowy: czerwiec – lipiec 2002